# Ольшевка (Семполенський повіт)
Ольшевка (пол. Olszewka) — село в Польщі, у гміні Сошно Семполенського повіту Куявсько-Поморського воєводства.
Населення — 80 осіб (2011).
У 1975-1998 роках село належало до Бидгощського воєводства.

## Демографія
Демографічна структура станом на 31 березня 2011 року:
|          | Загалом | Допрацездатний вік | Працездатний вік | Постпрацездатний вік |
| -------- | ------- | ------------------ | ---------------- | -------------------- |
| Чоловіки | 43      | 9                  | 27               | 7                    |
| Жінки    | 37      | 7                  | 22               | 8                    |
| Разом    | 80      | 16                 | 49               | 15                   |